# Pommeren (provincie)
Pommeren (Duits Provinz Pommern, Pools Prowincja Pomorze) was oorspronkelijk een hertogdom dat onder het koninkrijk Polen viel. Vanaf 1525 viel het deels onder het hertogdom Pruisen, van 1618 tot 1701 Brandenburg-Pruisen, van 1701 tot 1918 het koninkrijk Pruisen en van 1919 tot 1945 onder de vrijstaat Pruisen, en deels onder het koninkrijk Zweden. Na de Tweede Wereldoorlog werd het grotere, oostelijke deel van de provincie aan Polen toebedeeld, het westelijke deel (Vorpommern) aan de Duitse Democratische Republiek (DDR), sinds de Duitse hereniging Duitsland.
Na de Dertigjarige Oorlog (1618-1648) werden in 1657, volgens afspraken neergelegd in de Vrede van Westfalen, de steden Lauenburg en Bütow aan Pommeren toegevoegd. Zij waren oorspronkelijk Pommers maar in 1480 onder Pools gezag gekomen. Ook de steden Schivelbein en  Dramburg, behorende tot de Brandenburgse Neumark, werden toen bij Pommeren gevoegd.

## Geschiedenis
De provincie Pommeren ontstond na de dood van de laatste hertog van het hertogdom Pommeren in 1637. Met de bijzetting van de laatste hertog in 1654 werd de zelfstandigheid van het land ook symbolisch beëindigd. Daarna werd de oostelijke helft van Pommeren een provincie van Brandenburg-Pruisen, terwijl het westelijk deel, de oostelijke Oderoever en de hoofdstad Stettin inbegrepen, onder het koninkrijk Zweden kwam. 
In de oorlog die in 1672 tussen Frankrijk en Nederland uitbrak, stond Zweden aan de Franse kant en Brandenburg aan de Nederlandse. Brandenburg wist eerst heel Zweeds-Pommeren te veroveren, maar moest het grotendeels weer ontruimen na de Vrede van St. Germain van 1679. Alleen het voorheen Zweedse gebied op de oostelijke oever van de Oder (maar zonder Damm (Dabie) en Gollnow (Goleniów) bleven nu aan Brandenburg.
De Noordse Oorlog van Polen, Rusland en Denemarken tegen Zweden was een volgende kans voor Brandenburg om zijn aandeel te vergroten. In de Vrede van Stockholm van 1719 kreeg Brandenburg het Zweedse deel van Voor-Pommeren tot aan de Peene in handen tegen betaling van 2 miljoen daalders. Tot deze uitbreiding behoorden ook de eilanden Wollin en Usedom en de stad Stettin.
Het provinciebestuur verhuisde naar Stettin en het Zweedse bestuur moest die stad verlaten en ging naar Stralsund en Greifswald.
In 1814 sloten Zweden en Denemarken de vrede van Kiel. Hierin werd afgesproken dat Denemarken Noorwegen aan Zweden zou afstaan in ruil voor Zweeds-Pommeren. Zowel de Noorse als de Pommerse standen maakten hiertegen bezwaar. Op het Congres van Wenen van 1815 liet Denemarken zijn aanspraak op het Zweedse deel van Pommeren varen. Maar Zweden deed opnieuw afstand van dat deel en kreeg daarvoor als schadeloosstelling een bedrag van 3,5 miljoen daalders. Nu kon Pommeren herenigd worden als provincie Pommeren binnen het koninkrijk Pruisen.
Binnen het koninkrijk Pruisen werd ook Pommeren beïnvloed door de staatsburgerlijke en bestuurlijke hervormingen van Karl August von Hardenberg en enkele generaties later Otto von Bismarck. De Industriële revolutie had voornamelijk  invloed op Stettin waar zich een havenindustrie van aanzienlijke omvang ontwikkelde, terwijl vooral het oosten van de provincie een uitgesproken landelijk karakter bleef behouden. Sinds het begin van de 19de eeuw verdrievoudigde de bevolking zich van 729.834 in 1819 tot 2.393.844 in 1939. In 1938 was de Grenzmark Posen-Westpreussen bij Pommeren gevoegd en dat deed de bevolking toenemen met meer dan 300.000 inwoners. In vergelijking met geheel Duitsland was dat een geringe toename ten gevolge van een sinds 1850 negatief migratiesaldo. Een deel van de bevolking ging permanent in Berlijn werken en vestigde zich daar, een deel verhuisde naar de West-Duitse industriegebieden en een deel emigreerde naar Amerika.
De bevolking was grotendeels Luthers en vrijwel geheel Duitstalig (98,1 %). Aan de grens met West-Pruisen werd door een kleine minderheid in enkele dorpen Pools (0,5 %) en Kasjoebisch (0,6 %) gesproken. In 1905 had de provincie Pommeren 1.684.326 inwoners. Daarvan waren er 1.616.550 luthers-protestants, 50.206 rooms-katholiek en 9.660 Joods. 14.162 inwoners spraken Pools en 310 Kasjoebisch als moedertaal. De oppervlakte van de provincie was 30.120 vierkante kilometer. In 1925 had de provincie een oppervlakte van 30.208 vierkante kilometer en 1.878.780 inwoners.
Na de Eerste Wereldoorlog werd, zoals in geheel Duitsland, het algemeen en dus ook het vrouwenkiesrecht ingevoerd. Na de troonsafstand van Willem II, werd de provincie onderdeel van de Vrijstaat Pruisen. De economische situatie verslechterde in de jaren dertig vanwege de wereldwijde recessie, maar Pommeren bleef als bolwerk van nationaal-conservatisme (gedragen door de DNVP) een zeer traditionele landbouweconomie onder feodaal gezag wat de gevolgen van de crisis temperde. Bij de verkiezingen van 6 november 1932 kwam het nationaalsocialisme aan de macht met de NSDAP als relatieve meerderheid. 
Vanaf 1932 werd de provincie onderverdeeld in drie delen namelijk Regierungsbezirk Köslin, Regierungsbezirk Stettin en Regierungsbezirk Stralsund. In 1938 werd het Regierungsbezirk Köslin uitgebreid met het Regierungsbezirk Grenzmark Posen-Westpreussen.
Het nazi-regime droeg het gezag in de provincie in 1933 over aan een Gauleiter (Gouwleider). Tijdens de oorlog, die begon met de inval en verovering van Polen in 1939, nam de nationaalsocialistische terreur toe met de arrestatie en internering van degenen die zich voorheen als opposanten van de nazi-ideologie hadden opgesteld, en met de deportatie van de laatste nog overgebleven Joden. In 1944 brak het Sovjetleger door in oostelijk Duitsland en in januari 1945 bereikte het Pommeren. Het Pommerenoffensief en de Slag om Berlijn speelde zich hier af en door de nazi-autoriteiten geblokkeerde evacuatiepogingen hadden tot gevolg dat de bevolking op grote schaal slachtoffer werd van plundering, verkrachting en moord. De Pommerse bevolking ten oosten van de Oder, 1.750.000 bewoners, voor zover al niet gevlucht, werd vrijwel geheel uit Pommeren verdreven. Minstens 200.000 van hen kwamen om bij de vlucht of tijdens de Sovjet-invasie en daarna tijdens internering in afwachting van hun uitzetting. 
De nu ingestelde nieuwe Oder-Neissegrens maakte dat de provincie over twee staten werd verdeeld. Het kleinere westelijke deel werd onderdeel van Oost-Duitsland (de DDR) en daarbinnen verdween de naam Pommeren als bestuursgebied. Het vroegere Pommeren werd verdeeld over de districten Rostock en Neubrandenburg. Na de Duitse hereniging van 1990 werd de oude naam hersteld als die van de nieuwe deelstaat Mecklenburg-Voor-Pommeren. 
Het grotere oostelijke deel, samen met de aan de westelijke zijde van de Oder gelegen hoofdstad Stettin (nu Szczecin) werd in 1945 onderdeel van de woiwodschap Szczecin in de naoorlogse Republiek Polen. Dit Poolse geworden deel van Pommeren werd nu herbevolkt door Polen uit de gebieden die de Sovjet-Unie als Pools staatsgebied had geannexeerd, en die ervoor kozen om niet onder Sovjet-bestuur te willen leven. 
Tegenwoordig is Pools Pommeren onderdeel van de West-Pommerse Wolwodschap met Szczecin als hoofdstad.

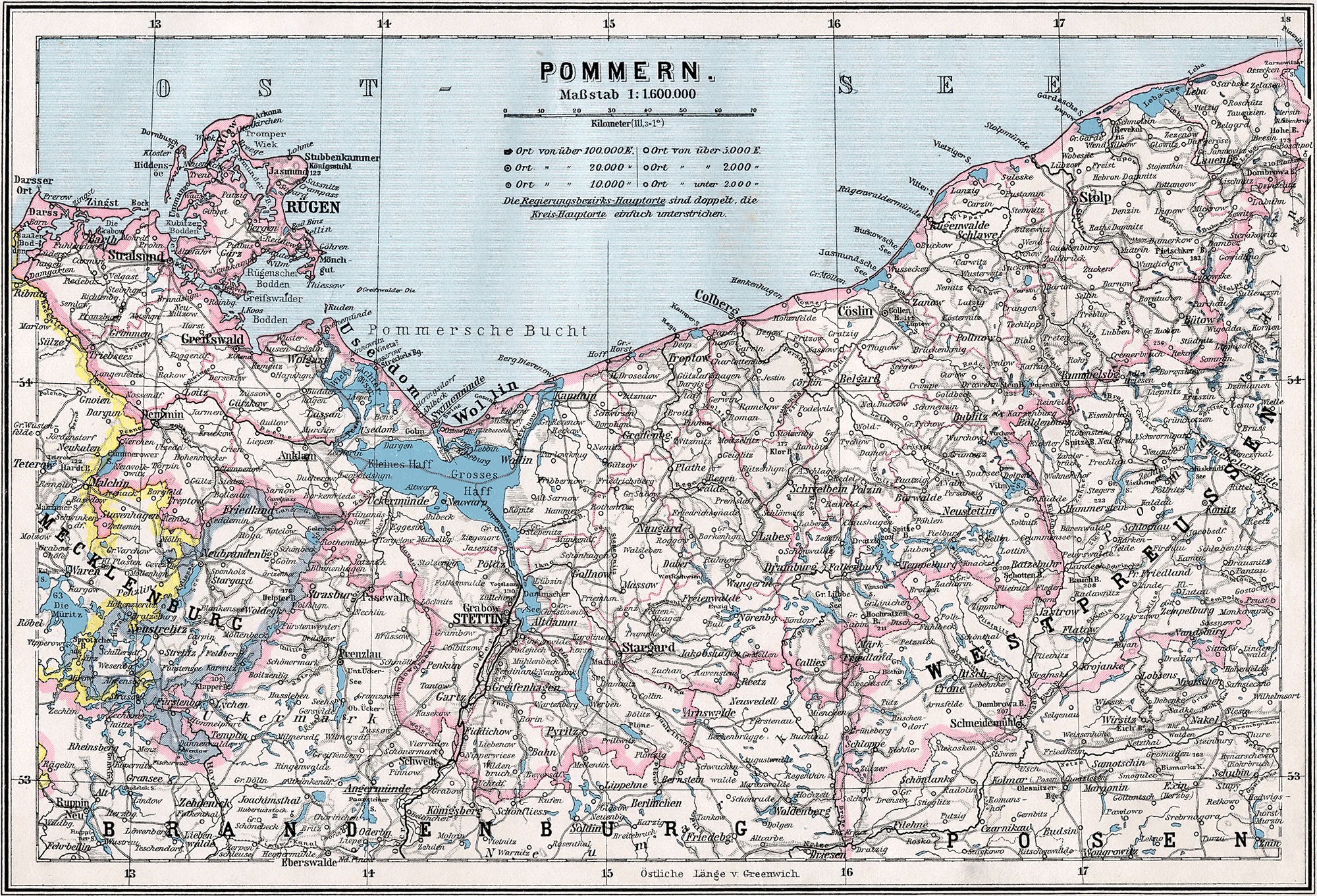
De provincie Pommeren in 1905

## Bestuurlijke indeling

Provincie Pommeren (1913):
Regierungsbezirk Stralsund
Regierungsbezirk Stettin
Regierungsbezirk Köslin

Pommeren was aanvankelijk verdeeld in de Regierungsbezirke Stettin, Köslin en Stralsund. Deze laatste werd op 1 oktober 1932 bij Stettin gevoegd. In 1938 werd de provincie Grensmark Posen-West-Pruisen opgeheven en grotendeels als gelijknamig Regierungsbezirk aan Pommeren toegevoegd.
Hieronder is de bestuurlijke indeling aangegeven voor 1945 met de toenmalige naamgeving. Voor het opzoeken van de genoemde plaatsen in de huidige tijd zijn de Poolstalige namen die na 1945 werden gegeven tussen halen toegevoegd. 

### 1900

#### Regierungsbezirk Stettin
Stadsdistrict (Stadtkreis)
1. Stettin

Districten (Landkreise)
1. Anklam
2. Demmin
3. Greifenberg
4. Greifenhagen (Gryfino)
5. Kammin
6. Naugard (Nowogard)
7. Pyritz
8. Randow
9. Regenwalde (Darłowo)
10. Saatzig
11. Ueckermünde
12. Usedom-Wollin

#### Regierungsbezirk Köslin (Koszalin)
Stadsdistrict (Stadtkreis)
1. Stolp (Słupsk)

Districten (Landkreise)
1. Belgard (Białogard)
2. Bublitz (Bobolice)
3. Bütow (Bytów)
4. Dramburg (Drawsko)
5. Kolberg-Körlin (Kołobrzeg)
6. Köslin (Koszalin)
7. Lauenburg in Pommern (Lębork)
8. Neustettin (Szczecinek)
9. Rummelsburg (Miastko)
10. Schivelbein (Świdwin)
11. Schlawe in Pommern (Sławno)
12. Stolp (Słupsk) (Słupsk)

#### Regierungsbezirk Stralsund
Stadsdistrict (Stadtkreis)
1. Stralsund

Districten (Landkreise)
1. Franzburg
2. Greifswald
3. Grimmen
4. Rügen

### 1940

#### Regierungsbezirk Stettin
Stadsdistricten (Stadtkreise)
1. Greifswald
2. Stargard i. Pommern (Stargard Szczeciński)
3. Stettin
4. Stralsund

Districten (Landkreise)
1. Anklam
2. Cammin
3. Demmin
4. Franzburg-Barth
5. Greifenhagen (Gryfino)
6. Greifswald
7. Grimmen
8. Naugard (Nowogard)
9. Pyritz
10. Randow
11. Rügen
12. Saatzig
13. Ueckermünde
14. Usedom-Wollin

#### Regierungsbezirk Köslin (Koszalin)
Stadsdistricten (Stadtkreise)
1. Kolberg
2. Köslin (Koszalin)
3. Stolp (Słupsk)

Districten (Landkreise)
1. Belgard (Białogard)
2. Bütow (Bytów)
3. Greifenberg
4. Köslin (Koszalin)
5. Kolberg-Körlin (Kołobrzeg)
6. Lauenburg in Pommern (Lębork)
7. Regenwalde (Darłowo)
8. Rummelsburg (Miastko)
9. Schlawe in Pommern (Sławno)
10. Stolp (Słupsk)

#### Regierungsbezirk Grensmark Posen-West-Pruisen
Stadsdistrict (Stadtkreis)
1. Schneidemühl (Pila)

Districten (Landkreise)
1. Arnswalde (Choszczno)
2. Deutsch Krone (Wałcz)
3. Dramburg (Drawsko)
4. Flatow (Flotow}
5. Friedeberg (Strzelce Krajeńskie)
6. Netzekreis
7. Neustettin (Szczecinek)
8. Schlochau

## Eerste presidenten (Oberpräsidenten)
- 1815-1816: Karl Heinrich Ludwig von Ingersleben
- 1816-1831: Johann August Sack
- 1831-1835: Moritz Haubold von Schönberg
- 1835-1852: Wilhelm Friedrich Fürchtegott von Bonin
- 1852-1866: Ernst Karl Friedrich Wilhelm Adolf Senfft von Pilsach
- 1867-1882: Ferdinand Karl Wilhelm August von Münchhausen
- 1883-1891: Ulrich von Behr-Negendank
- 1891-1899: Robert von Puttkamer
- 1900-1911: Helmuth von Maltzahn
- 1911-1917: Wilhelm Hans August von Waldow
- 1917-1918: Max Hermann von Ziller
- 1918-1919: Georg Michaelis
- 1919-1930: Julius Lippmann
- 1930-1933: Carl von Halfern
- 1934-1945: Franz Schwede-Coburg

1815:
Brandenburg · Groothertogdom Beneden-Rijn · Gulik-Kleef-Berg · Oost-Pruisen · Pommeren · Posen · Saksen · Silezië · Westfalen · West-Pruisen · 1822: Rijnprovincie · 1829: Pruisen · 1850: Hohenzollernsche Lande · 1867: Hannover · Hessen-Nassau · Sleeswijk-Holstein · 1878: Oost-Pruisen · West-Pruisen · 1919: Neder-Silezië · Opper-Silezië · 1920: Berlijn · 1922: Grensmark Posen-West-Pruisen · 1944: Halle-Merseburg · Keur-Hessen · Maagdenburg · Nassau · 1945: Saksen-Anhalt